# Маттеи, Пьер-Луи
Пьер-Луи́ Матте́и (фр. Pierre-Louis Matthey, 19 июля 1893, Авене-сюр-Ньон, кантон Во — 5 марта 1970, Женева) — швейцарский поэт и переводчик, писал на французском языке.

## Биография
Закончил Лозаннский университет. Много путешествовал. В 1930-е годы жил в Париже, затем вернулся в Лозанну, а с 1940 обосновался в Женеве. Дружил и переписывался с Гюставом Ру. Поддержал молодого Филиппа Жакоте.
Переводил сонеты и драмы Шекспира, стихи Блейка, Шелли, Китса.

## Произведения
- С шестнадцати до двадцати/ «Seize à vingt» (1914)
- «Недели страсти»/ «Semaines de passion» (1919)
- «Одна кровь»/ «Même sang» (1920)
- «Альциона в Палене»/ «Alcyonée à Pallène» (1941)
- «В садах отца»/ «Aux jardins du père: élégie et prière» (1949)
- «Triade: poëme» (1953)

## Сводные издания
- Poésies complètes (1968)

## Признание
Премии Шиллера, Рамбера, Ш. Ф. Рамю. Готовится полное собрание поэтических произведений Маттеи в пяти томах, включая стихотворные переводы ().